# الطيب هلو
الطيب هلو (30 أكتوبر 1970، وجدة) شاعر وناقد مغربي. رئيس جمعية الشروق للتربية والثقافة بالداخلة لدورتين :( 2000 - 2002)
و (2004ـ 2006)

## مؤلفاته
صدر له في الشعر:
- ـ قمر العتاب ( 1996)
- ـ لسيدة الشبق أعترف ( 2008)
- ـ هبيني وردا للنسيان (2010) في النقد.
- ـ بلاغة الإيقاع في قصيدة النثر (دراسة) 2010

كما صدر له بالاشتراك :
- ـ منارات ( قصص) منشورات نادي القصة بالمغرب (2001)
- ـ قراءات نقدية في القصة التسعينية بالمغرب ( 2005)
- ـ مدارج الهوى ( دراسات نقدية) (2007)
- ـ الرواية المغربية : آفاق معاصرة (2008)
- ـ القصة القصيرة بالمغرب:دراسات في المنجز النصي (2008)
- ـ تحولات القصة المغربية (منشورات جامعة بنمسيك 2010)
- ـ الشعر المغربي المعاصر: آليات التطبيق عليه (كتاب أفروديت مراكش 2010)

## وصلات خارجية
- موقع الطيب هلو